# Alina Habba
Alina Saad Habba (Summit, Nueva Jersey, 25 de marzo de 1984) es una abogada estadounidense. Desde el 20 de enero de 2025 se desempeña como consejera superior del presidente de Estados Unidos, Donald Trump. 
Es socia gerente de Habba, Madaio & Associates, un bufete de abogados con sede en Bedminster, Nueva Jersey, con una oficina en la ciudad de Nueva York. Desde 2021, Habba ha sido portavoz legal del presidente Donald Trump y asesora principal de MAGA, Inc., el Super PAC de Trump.
En 2024, fue considerada la favorita de Trump para el cargo de Secretaria de Prensa de la Casa Blanca.

## Primeros años y educación
Habba y sus dos hermanos nacieron en Summit, Nueva Jersey. Sus padres eran católicos caldeos que emigraron de Irak a los Estados Unidos a principios de la década de 1980 para escapar de la persecución en su país de origen. Su padre, Saad F. Habba, es gastroenterólogo. Habba se graduó de la Kent Place School en 2002. Asistió a la Universidad de Lehigh, donde se graduó en 2005 con una licenciatura en ciencias políticas.
Entre 2005 y 2007, Habba trabajó en la industria de la moda en la producción y comercialización de accesorios con ejecutivos de Marc Jacobs. Según ella, aunque disfrutaba de la industria de la moda, decidió asistir a la facultad de derecho por razones económicas. Obtuvo un doctorado en jurisprudencia de la Facultad de Derecho de la Commonwealth de la Universidad Widener en 2010.

## Carrera
Después de terminar la escuela de derecho, Habba fue asistente legal de Eugene J. Codey Jr., entonces juez presidente del Tribunal Superior Civil en el condado de Essex, Nueva Jersey, de 2010 a 2011. Habba comenzó a ejercer la abogacía privada en septiembre de 2011, cuando se unió como asociada a Tompkins, McGuire, Wachenfeld & Barry, LLP, donde trabajó desde septiembre de 2011 hasta febrero de 2013. Desde febrero de 2013 hasta marzo de 2020, fue socia de capital y socia gerente de Sandelands Eyet LLP, una firma de siete abogados formada por su entonces esposo en 2013. En marzo de 2020, Habba se fue para comenzar su propia firma. La firma, Habba, Madaio & Associates emplea a cinco personas. Además de la oficina de la empresa en Bedminster, Nueva Jersey, Habba tiene una oficina en Manhattan.
Habba tiene licencia para ejercer la abogacía en Nueva York, Nueva Jersey y Connecticut. Se ha desempeñado como abogada principal en tres casos, incluida una demanda colectiva federal contra un asilo de ancianos de Nueva Jersey acusado de varios actos negligentes y violaciones de fraude al consumidor. Habba también ha ocupado el puesto de asesora general de la empresa de estacionamientos de su segundo esposo. Ha representado a clientes en varios casos legales, incluido un hombre que demandó a un asilo de ancianos en Nueva Jersey, y un estudiante que buscaba un reembolso por la matrícula universitaria después de que la Universidad de Bridgeport trasladara las clases a un formato en línea.
En 2019, Habba se unió al Trump National Golf Club Bedminster en Nueva Jersey. Allí, ella y Donald Trump se conocieron.
En julio de 2021, Habba representó a Siggy Flicker, exmiembro de The Real Housewives of New Jersey, quien alegó que Facebook había desactivado su cuenta por desearle un feliz cumpleaños a Melania Trump. También en julio de 2021, Habba representó a Caesar DePaço, un empresario de suplementos vitamínicos, en un caso judicial federal en el que presentó una demanda contra periodistas portugueses por revelar sus estrechas conexiones con el partido Chega en Portugal.
Habba nunca había trabajado legalmente para Trump cuando, en septiembre de 2021, la contrató como parte de su equipo legal, reemplazando a varios abogados bien establecidos que habían trabajado para Trump durante muchos años pero que habían retirado sus servicios, incluidos: Marc Kasowitz, Charles Harder, Joanna Hendon, Marc Saroff Mukasey, Jay Sekulow y Lawrence S. Rosen. Poco después de su contratación, Habba presentó una demanda de $100 millones en nombre de Trump contra The New York Times, tres reporteros y la sobrina de Trump, Mary L. Trump. Habba también trabajó en nombre de Trump cuando fue demandado por difamación por Summer Zervos. Trump había llamado a Zervos «mentirosa» en 2017, después de que ella lo acusara de besarla y manosearla, sin su consentimiento, cuando era concursante del reality show de Trump, The Apprentice. En octubre de 2021, Habba presentó una contrademanda de Trump contra Zervos, alegando que estaba tratando de reprimir el derecho de Trump a la libertad de expresión. Poco después, en noviembre de 2021, Zervos descontinuó la demanda.

## Vida personal
Habba es católica, y se ha descrito a sí misma como «muy religiosa». Habba estuvo casada con Matthew Eyet de 2011 a 2019. Se casó con Gregg Reuben en 2020. Reuben es un hombre de negocios en la industria de la gestión de estacionamientos. Habba tiene tres hijos; viven en Bernardsville, Nueva Jersey.